# Sant'Ivo dei Bretoni
Sant'Ivo dei Bretoni är en kyrkobyggnad i Rom, helgad åt den helige Ivo av Kermartin, advokaternas skyddspatron. Kyrkan är belägen vid Vicolo della Campana i Rione Campo Marzio och tillhör församlingen Sant'Agostino in Campo Marzio. Sant'Ivo dei Bretoni är en av Frankrikes nationskyrkor i Rom samt regionskyrka för Bretagne. Frankrikes övriga nationskyrkor i Rom är San Luigi dei Francesi, Santissima Trinità dei Monti, San Nicola dei Lorenesi och Santi Claudio e Andrea dei Borgognoni.

## Kyrkans historia
Första kyrkan på denna plats var helgad åt aposteln Andreas och bar namnet Sancti Andreae de Mortarariis eller Sancti Andreae de Marmorariis; den tillhörde marmorarbetarnas skrå. Denna kyrkas första dokumenterade omnämnande återfinns i en bulla promulgerad av påve Innocentius II (1130–1143), men den skall ha uppförts på 900-talet. Kyrkan hade två sidokapell; det ena var invigt åt aposteln Andreas och det andra åt tre heliga konungar (Santi Re Magi).
På tillskyndan av kardinal Alain de Coëtivy grundades i mitten av 1400-talet ett härbärge för bretonska pilgrimer. Påve Clemens III förlänade år 1456 den fallfärdiga Sant'Andrea-kyrkan åt den bretonska församlingen, som lät riva den och uppföra en ny, större kyrka och helga den åt Ivo av Kermartin.
År 1875 revs den medeltida kyrkan och under de kommande två åren uppfördes en ny. Arkitekten Luca Carimini ritade en fasad i nyrenässansstil. Fasaden anlades i motsatt riktning till den tidigare.

## Interiör
Halvkupolens fresk i koret, Jesus Kristus tillbedd av de franska helgonen Ivo, Martin, Clotilda, Ludvig, Bernhard av Clairvaux och Genoveva, är ett verk av Ludovico Seitz, fullbordat 1881.
Kyrkan har två sidokapell, ett på var sida.
Cappella del Sacro Cuore
Sidokapellet på höger hand är invigt åt Jesu heliga hjärta. Stuckskulpturen Jesu heliga hjärta är placerad i altarnischen. På altarväggen återfinns fyra medaljonger med franska helgon, utförda av Riccardo Mancinelli: Dionysius, Radegunda, Germaine Cousin och Frans av Sales.
Cappella della Madonna
Sidokapellet till vänster är invigt åt Jungfru Maria. Altaret har en polykrom terracottarelief från 1400-talet föreställande Jungfru Maria med Barnet; reliefen härstammar från den år 1888 rivna kyrkan Santa Maria della Purificazione in Banchi. Kapellets halvkupol är utsmyckad med fem medaljonger med scener ur Jungfru Marie liv, utförda av Paolo Bartoloni. Under dessa återfinns ytterligare fyra helgonmedaljonger av Mancinelli: Johannes Evangelisten, Anna, Joakim och Johannes Döparen.

## Bilder
| - Sant'Ivo dei Bretoni (nummer 118) på Giovanni Battista Faldas vy över Rom från år 1676. - Sant'Ivo dei Bretoni (nummer 504) på Giovanni Battista Nollis karta över Rom från år 1748. - Rekonstruktion av den gamla Sant'Ivo-kyrkan. - Jesus Kristus. Detalj av halvkupolens fresk. |